# Paul Bacon
Pour les articles homonymes, voir Bacon.
Paul Bacon, né le 1er novembre 1907 à Paris et mort le 6 décembre 1999 à Gimont, est un homme politique français, ministre du Travail sous la IVème puis la Vème République.

## Biographie
Il est issu d’une famille ouvrière. Pendant la Seconde Guerre mondiale, Bacon participe à la Résistance. Il est membre du Mouvement de libération nationale de Georges Bidault, et distribue un manifeste sur le syndicalisme en décembre 1940. La Gestapo l’arrête en 1943.
Désigné pour représenter les Démocrates populaires à l'Assemblée consultative provisoire (novembre 1944-août 1945), Paul Bacon est ensuite élu député de la Seine sous les couleurs du Mouvement républicain populaire (MRP) aux deux Assemblées nationales constituantes puis à l’Assemblée nationale de 1945 à 1958.
Syndicaliste adepte de l’harmonie sociale, Paul Bacon est l’une des grandes figures qui ont construit la sécurité sociale française et est le père du SMIG (salaire minimum interprofessionnel garanti).
Plusieurs fois ministre du Travail, lors de son dernier mandat dans le premier gouvernement Georges Pompidou, il démissionne avec les autres ministres MRP pour protester contre les propos du général De Gaulle sur l’Europe lors de sa conférence de presse de mai 1962.
Il siège au Conseil économique et Social de 1962 à 1964. Il  dirige le Centre international de perfectionnement professionnel et technique de Turin puis préside le Centre d’études des revenus et des coûts pendant dix ans à partir de 1966.
Il a été rédacteur en chef de Forces nouvelles, hebdomadaire du MRP.
Bacon a été également conseiller municipal à Saint-Maur-des-Fossés.
Il figure parmi les aïeux de François Bayrou.

## Décorations
Commandeur de l'ordre du Mérite social ex officio  en tant que ministre du Travail (1950).

## Fonctions gouvernementales
- Secrétaire d'État à la présidence du Conseil du gouvernement Georges Bidault (2) (du 29 octobre 1949 au 7 février 1950)
- Ministre du Travail et de la Sécurité sociale des gouvernements Bidault III, Queuille II et III, Pleven I et II, Faure I (du 7 février 1950 au 8 mars 1952)
- Ministre du Travail et de la Sécurité sociale des gouvernements Mayer, Laniel I et II (du 8 janvier 1953 au 18 juin 1954)
- Ministre du Travail et de la Sécurité sociale du gouvernement Faure II (du 23 février 1955 au 1er février 1956)
- Ministre du Travail (et de la Sécurité sociale) des gouvernements Gaillard, Pflimlin, de Gaulle III, Debré et Pompidou I (du 6 novembre 1957 au 16 mai 1962)

## Ouvrages
- La Naissance de la classe ouvrière
- La réforme de l'entreprise capitaliste (OPTIONS - SERP : SOCIÉTÉ D'ÉDITIONS RÉPUBLICAINES POPULAIRES - Annexe I : Motion du 2e Congrès National - Annexe II : Proposition de loi no 96 sur les sociétés de travail et d'épargne présentée par P. Bacon à l'assemblée nationale le 12 décembre 1946)
- Vers la démocratie économique et sociale